# لیز چینی
لیز چِیْنی (انگلیسی: Liz Cheney؛ زادهٔ ۲۸ ژوئیهٔ ۱۹۶۶) وکیل و سیاستمدار آمریکایی است. چینی دختر بزرگ دیک چینی معاون سابق رئیس‌جمهور و لین چینی است. او در طول دولت جرج دابلیو بوش سمت‌های متعددی در وزارت امور خارجه ایالات متحده آمریکا را بر عهده داشته‌است. او در زمینهٔ سیاسی به عنوان عضوی از حزب جمهوری‌خواه فعال بوده‌است. او در انتخابات سال ۲۰۱۶ موفق شد کرسی نمایندگی وایومینگ در مجلس نمایندگان آمریکا که سابقاً از سال ۱۹۷۹ تا ۱۹۸۹ در اختیار پدرش بود را برنده شود.

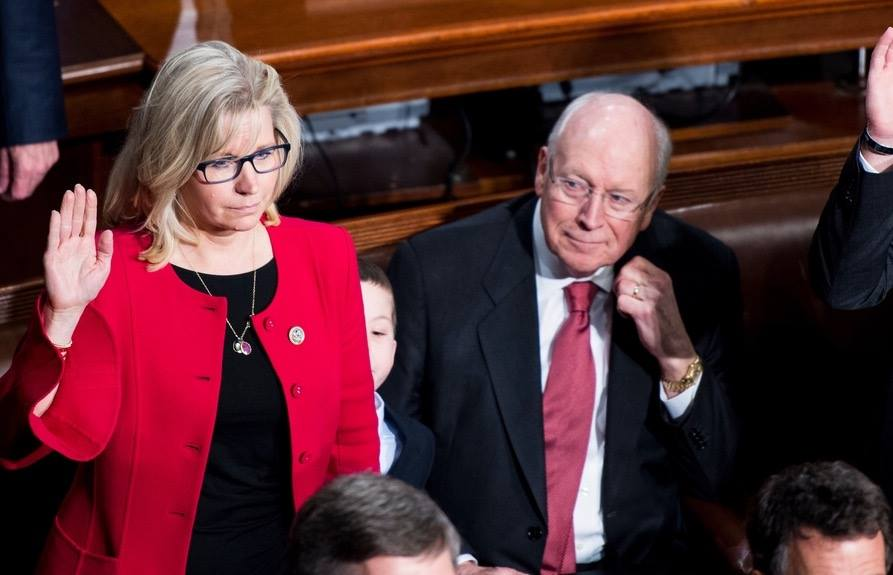
در حال سوگند خوردن برای نمایندگی، پدرش دیک چینی نظاره‌گر اوست